# Michael Brooks (Basketballspieler)
Michael Anthony Brooks (* 17. August 1958 in Philadelphia; † 22. August 2016 in der Schweiz) war ein US-amerikanischer Basketballspieler, der auch die französische Staatsbürgerschaft besaß.

## Leben
Brooks spielte von 1976 bis 1980 an der La Salle University in seiner Heimatstadt Philadelphia (US-Bundesstaat Pennsylvania). Er kam auf Mittelwerte von 23,1 Punkte sowie zwölf Rebounds je Begegnung. Mit 2628 Punkten setzte er sich in der Bestenliste der Hochschule in der Kategorie „erzielte Punkte“ auf den ersten Platz, wurde aber später überholt. Von der Vereinigung der US-Basketballtrainer wurde er 1980 als NCAA-Spieler des Jahres ausgezeichnet. 1985 wurde er in die Sport-Ruhmeshalle der Hochschule aufgenommen, zudem wird bei La Salle die von ihm getragene Rückennummer 32 in Gedenken an Brooks nicht mehr vergeben.
1980 wurde Brooks in die Auswahl der Vereinigten Staaten berufen, die an den Olympischen Sommerspielen in Moskau hätte teilnehmen sollen und zum Mannschaftskapitän bestimmt. Der Olympiaboykott der USA verhinderte aber, dass Brooks mit der Mannschaft nach Moskau reiste. Die San Diego Clippers sicherten sich beim Draftverfahren der NBA 1980 an neunter Stelle die Rechte an dem zwei Meter großen Flügelspieler. Er spielte von 1980 bis 1984 für die Kalifornier in der NBA. Anfang Februar 1984 erlitt er einen Kreuzbandriss, der ihn zu einer rund zweieinhalbjährigen Pause zwang. In der Saison 1986/87 stand Brooks in derselben Liga in Diensten der Indiana Pacers sowie 1987/88 der Denver Nuggets, sammelte in beiden Spieljahren zusätzliche Einsatzzeit in der Continental Basketball Association (CBA). Seinen besten Punkteschnitt in der NBA erreichte Brooks im Spieljahr 1981/82 (15,6/Spiel). Im Sommer 1988 spielte Brooks bei den Philadelphia Aces in der United States Basketball League (USBL).
Von 1988 bis 1992 spielte Brooks bei Cercle Saint-Pierre de Limoges (CSP) in der ersten französischen Liga. 1989 und 1990 gewann er mit der Mannschaft die Landesmeisterschaft, 1991 und 1992 wurde Brooks als bester Spieler der Liga ausgezeichnet. 1990 erreichte er mit Limoges das Halbfinale im Europapokal der Landesmeister, dort schied man gegen den späteren Pokalsieger KK Jugoplastika Split aus, im Spiel um den dritten Platz siegte man auch dank der 26 Punkte von Brooks gegen Aris Thessaloniki. Seine höchsten statistischen Werte seiner Zeit in Limoges verbuchte er während des Spieljahres 1990/91, als er im Schnitt 21,4 Punkte sowie 10,3 Rebounds je Begegnung erzielte. In Limoges bildete Brooks ein starkes Gespann mit seinem Landsmann Don Collins. Sein ehemaliger Mitspieler in Limoges, Stéphane Ostrowski, bezeichnete Brooks als „einen der besten Spieler in der Vereinsgeschichte“. Brooks blieb in Folge seines Weggangs aus Limoges in Frankreich, spielte von 1992 bis 1995 für den Erstligisten Levallois und 1995/96 für Straßburg. Nach seinem Karriereende lebte er in Frankreich und nahm die Staatsbürgerschaft des Landes an. In die Vereinigten Staaten kehrte er nur einmal im Jahr 1998 zurück, um seine Mutter zu besuchen.
2005 zog er in die Schweiz. Dort war der Vater von fünf Kindern in den folgenden Jahren als Trainer bei den Vereinen Genève Basket Pâquis-Seujet, Chêne Basket, Champel Basket, Union Neuchâtel Basket, BBC Agaune, Vevey Riviera Basket und Blonay Basket tätig.
Brooks, der an Blutarmut litt, starb an einem Herzinfarkt in Folge einer Stammzelltransplantation.